# 林慶業
林慶業（1594年—1646年），字英伯，號孤松，是朝鮮王朝中期的一位將軍。他在清朝勢力崛起的時候堅持支持明朝排斥清朝的立場，並在丙子胡亂中抵禦清軍的進攻。

## 早年生涯
林慶業於壬辰倭亂期間出生於朝鮮忠清道的忠州，本貫平澤林氏，是判書林整的後代。1618年，林慶業武科及第。1624年，李适發動叛亂。林慶業在鄭忠信麾下作戰。在鎮壓李适之亂中，林慶業立下了大功，使他受到了晉升，成為僉節制使。
1627年，後金南下入侵朝鮮，史稱丁卯胡亂，林慶業被派往江華島防禦。然而他到達以後，朝鮮已經同後金簽訂了和約。1630年，明朝將軍劉興治率軍進入朝鮮，並在一個路和兩個城堡之間建立軍營。林慶業奉命前往監視並壓制劉興治的勢力。
1633年擔任寧邊副使，在義州修築白馬山城，以防禦北方邊境。明朝的叛軍越境進入朝鮮，林慶業率軍擊敗了他們，受到了明朝的封賞。1634年兼任義州府尹。但由於釋放了一些俘虜而被人誣陷免職。1636年被證明是清白的，恢復官職。

## 丙子胡亂
就在林慶業官復原職的同一年，清朝入侵朝鮮，史稱丙子胡亂。林慶業據守白馬山城抗擊清軍，將清軍阻擋在白馬山城防線以北一帶，同時向朝鮮朝廷要求增援。然而朝鮮的大臣金自點想要獨據抗清的戰功，封鎖了林慶業增援的消息，導致了清軍的成功南下。
不久以後，清軍逼近朝鮮首都漢城，朝鮮仁祖逃亡南漢山城避難。清軍又包圍了南漢山城，朝鮮仁祖出城投降，並同清朝簽訂和約，成為清朝的藩屬國。此時，林慶業接到了朝廷勤王的詔書，率軍前往南漢山城救駕。然而，在到達南漢山城之前，朝鮮就已經投降了。林慶業感歎道，如果他手下擁有至少兩萬人馬而不是區區的三千人，他將率軍北伐襲擊清朝的首都盛京（瀋陽），那時戰爭的結果將是另一個樣子。

## 戰後和騙局
1637年，清朝要求朝鮮發兵協助其攻擊明朝。朝鮮遂派出了水軍支援，以林慶業為元帥。然而，林慶業對丙子胡亂朝鮮的失敗耿耿於懷，秘密遣使前往明軍，將清軍的進攻計畫全部透露給了明軍。這使明軍獲得勝利，清軍傷亡慘重。
1640年，林慶業再次作為朝鮮支援軍的元帥支援清朝。此次，他派遣一名僧侶再次前往明軍，透露清軍的計畫。此戰之中，朝鮮軍沒有真正地與明軍衝突，基本都是清軍作戰。次年他回到漢城。此時清軍已經懷疑其身份，使他失去了權力。但不久以後，他又獲得了另一個官職。
1642年，林慶業下屬的一員明軍將領投降了清朝，透露了林慶業與明軍的關係。清朝立即遣使赴朝鮮，強迫朝鮮交出林慶業並押赴盛京。然而，林慶業在黃海道逃脫，進入了一座佛寺，削髮為僧，次年逃亡明朝。

## 回國和逝世
到達中國明朝後，當時李自成剛攻陷北京，崇祯帝自殺殉國，吳三桂引清軍入關。林慶業便與明將馬騰高並肩作戰。後來兵敗，馬騰高被俘降清，林慶業再次失去了抗清的機會，計畫逃跑時被下屬出賣而遭清軍俘獲，解赴北京。然而，朝鮮將軍沈器遠得知後便發動政變，迫使朝鮮仁祖要求清朝釋放林慶業歸國。
1646年，林慶業回國途中，被朝鮮大臣金自點指使護送士兵謀殺了他。
1697年，朝鮮肅宗追贈林慶業忠愍的諡號。

## 诗歌
|  | 力拔山气盖世，仅次楚霸王。冰霜节烈日忠，胜似伍子胥。千古凛凛大丈夫，莫过于汉寿亭候。 —林庆业《力拔山》译诗:575:245 |

## 外部連結
- https://web.archive.org/web/20070328022835/http://mtcha.com.ne.kr/koreaman/sosun/man119-imgyungub.htm